# Port lotniczy Tepic
Port lotniczy Tepic (IATA: TPQ, ICAO: MMEP) – port lotniczy położony w Tepic, w stanie Nayarit, w Meksyku.